# جاناتان هارکر
جاناتان فلین هارکر (انگلیسی: Jonathan Flynn Harker) شخصیتی خیالی و یکی از قهرمانان داستان دراکولای برام استوکر است. سفر او به ترانسیلوانی و مواجهه‌اش با کنت دراکولای خون‌آشام و سوگلی‌هایش در قلعهٔ دراکولا واقع در کوه‌های کارپات، صحنه‌های آغازین دراماتیک رمان و بیشتر فیلم‌های اقتباسی را تشکیل می‌دهد. استوکر نام‌خانوادگی «هارکر» را از نام‌خانوادگی دوست خود «جوزف کانینگهام هارکر» که یک طراح صحنه در تئاتر لایسیوم، لندن و پدر گوردن هارکر بوده، وام گرفت.